# Judith Holofernes

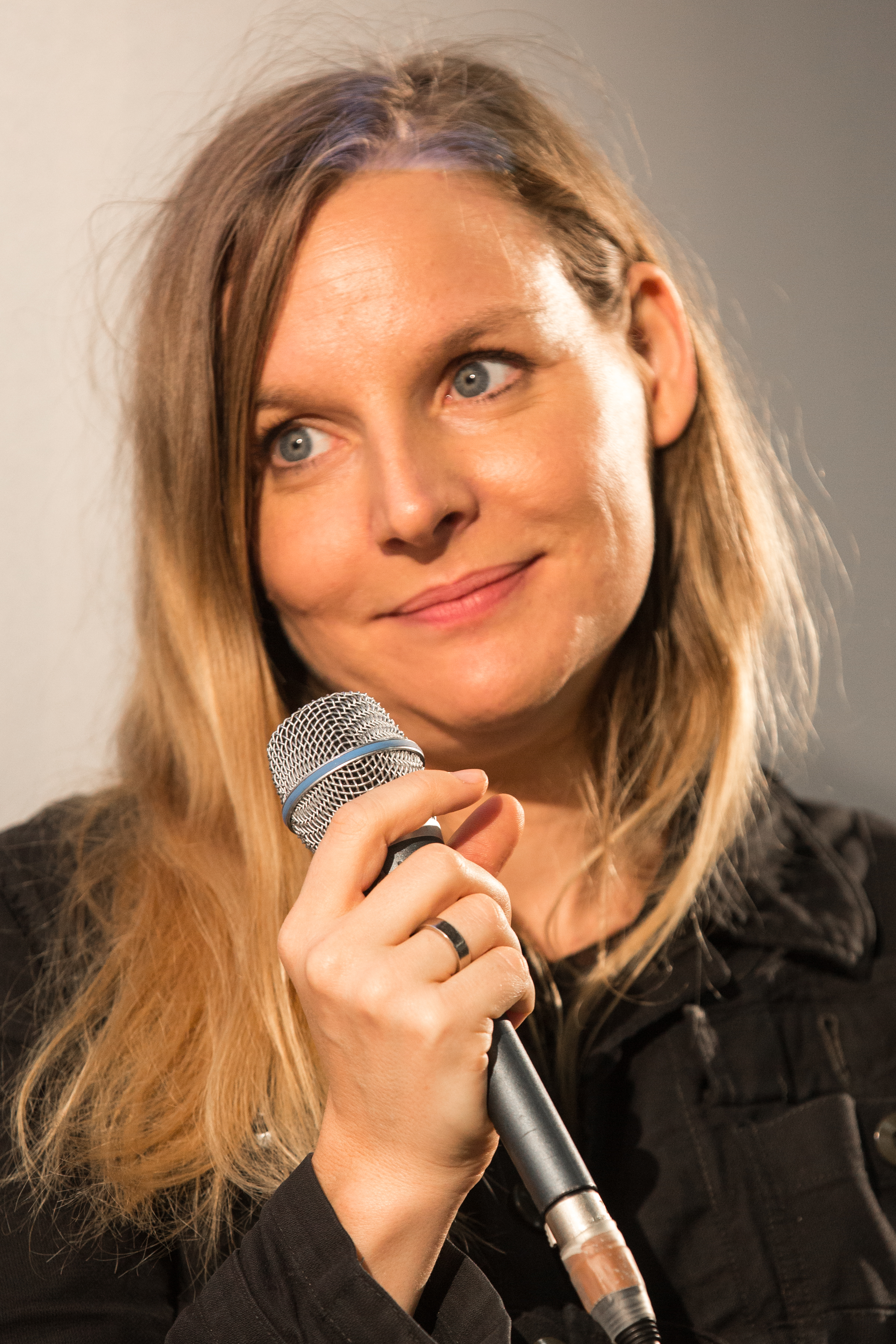
Judith Holofernes (2015)

Judith Holofernes [ˈjuːdɪt ho.loˈfɛɐ̯.nəs] (bürgerl. Judith Holfelder-Roy; * 12. November 1976 in West-Berlin als Judith Holfelder-von der Tann) ist eine deutsche Musikerin, Songschreiberin und Autorin. Sie wurde als Sängerin-Songschreiberin und Gitarristin der Band Wir sind Helden bekannt und ist seit dem Ende der Band als Solokünstlerin (Musik, Podcast, Bücher) aktiv.

## Leben
Holofernes wurde als Tochter der Freiburger Übersetzerin Cornelia Holfelder-von der Tann (Rebekka 2021) und des Psychologen und Dozenten Martin Holfelder in Berlin-Kreuzberg geboren und zog im Alter von sechs Jahren mit ihrer Mutter nach Freiburg im Breisgau. Von ihr lernte sie die ersten Akkorde auf der Gitarre. Mit 14 Jahren verdiente sie zum ersten Mal Geld mit Musik, als Straßenmusikerin.
Nach dem Abitur an der Staudinger Gesamtschule zog sie zurück nach Berlin, wo sie an der Universität der Künste Gesellschafts- und Wirtschaftskommunikation (GWK) studierte. Sie setzte sich dort mit Konsumkritik auseinander und engagierte sich bei Adbusters, u. a. indem sie eine deutsche Version von adbusters.org entwickelte. Nach der Präsentation des Adbuster-Projekts brach sie das Studium ab, um sich verstärkt der Musik zu widmen. Kurz darauf hatte die Band Wir sind Helden mit der Single Guten Tag (Die Reklamation) ihren Durchbruch im Radio.
Holofernes lebt in Berlin-Kreuzberg. 2006 heiratete sie Pola Roy, den Schlagzeuger der Band. Im Dezember 2006 kam ihr gemeinsamer Sohn zur Welt, im August 2009 die gemeinsame Tochter. Sowohl Holofernes als auch ihr Mann sind praktizierende Buddhisten und engagieren sich in der Tibet-Initiative. 2008 traf sie in Hamburg den Dalai Lama.

## Künstlername
Ihr Künstlername, den sie im Alter von 19 Jahren annahm, spielt auf Judith und Holofernes an: Holofernes taucht im deuterokanonischen Buch Judit des biblischen Alten Testaments als General des babylonischen Königs Nebukadnezar auf. Er wird von der Hebräerin Judit enthauptet. Über ihren Künstlernamen sagte Holofernes: „Wir verstecken uns hinter Pseudonymen, weil wir Spielernaturen sind. Künstlernamen zu haben, ist an sich schon ein Zitat. Mit Künstlernamen zitiert man den Rock ’n’ Roll an sich.“

## Texte

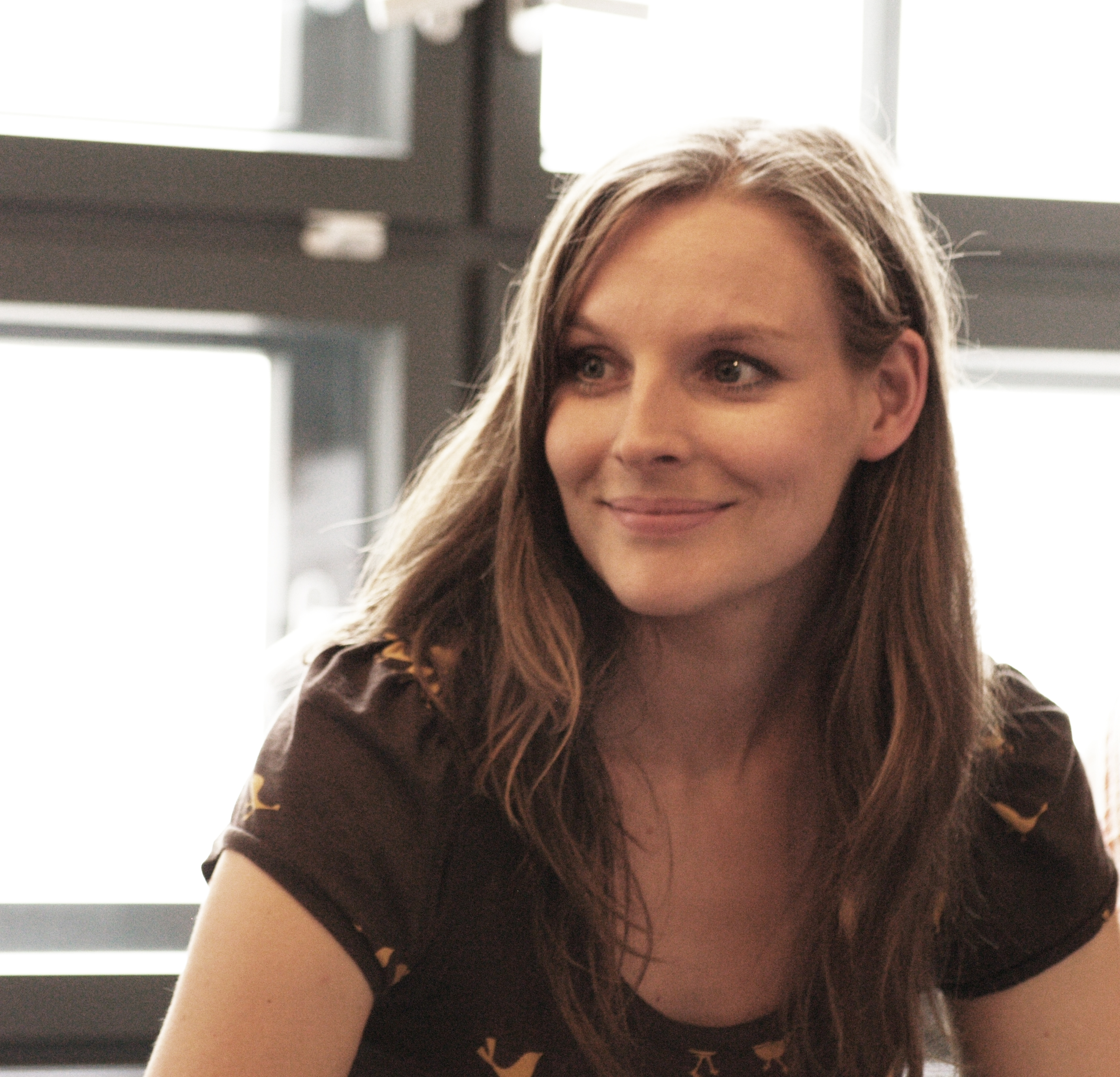
Judith Holofernes (2008)

Holofernes’ konsum- und medienkritische Einstellung zeigt sich in vielen ihrer Texte. Sie übt Kritik am Kommerz (Guten Tag), an Leistungsdruck (Müssen nur wollen), Gesellschaftszwängen (Ist das so?) oder an der Musikindustrie (Zuhälter). Mit dem Lied Heldenzeit antwortete sie auf die häufig gestellte Frage, warum sich die Gruppe den Namen Wir sind Helden gegeben habe, und in Wütend genug befasste sie sich humorvoll mit dem Vorwurf, ihr Ruf sei zu nett und zu brav.
Auch die Liebe thematisiert Holofernes in vielen Liedern, manchmal in humoristischer (Aurélie), manchmal in ernster Form (Du erkennst mich nicht wieder, Außer dir, Für nichts garantieren, Ich werde mein Leben lang üben, dich so zu lieben, wie ich dich lieben will, wenn du gehst). In dem 2007 in der Reihe Kursthemen Deutsch im Cornelsen Verlag erschienenen Schulbuch Lyrik – Liebe vom Barock bis zur Gegenwart wird Holofernes’ Liedtext Außer Dir Sapphos Ode an Atthis entgegengesetzt.
Besonders auf der dritten und vierten Wir-sind-Helden-Platte (Soundso und Bring mich nach Hause) beschäftigte sie sich vermehrt mit philosophischen Themen und setzte sich mit Identität, Wahrnehmung, Anhaftung, Tod, Angst und Verlust auseinander. Dabei spielt sie auch immer wieder auf Kernpunkte der buddhistischen Philosophie an (Stiller, Lass uns verschwinden, Soundso, Alles, Nichts, Was wir tun könnten, Flucht in Ketten).
Neben der Textarbeit für Wir sind Helden schreibt sie regelmäßig für ihren eigenen Blog, wo sie u. a. eigene Lyrik präsentiert, humoristische Kurzessays veröffentlicht sowie gesellschaftliche, politische und kulturelle Geschehnisse kommentiert. Außerdem ist sie Mitautorin der 2008 erschienenen Band-Autobiografie Wir sind Helden – Informationen zu Touren und anderen Einzelteilen. Im Oktober 2015 veröffentlichte sie ihre Tiergedichte in ihrem ersten Buch Du bellst vor dem falschen Baum.
In der zweiten Septemberwoche 2022 erschien bei Kiepenheuer & Witsch ihr autobiografisches Buch Die Träume anderer Leute, in dem sie ihre Erfahrungen mit der Musikindustrie, das Musikerleben auf Tournee als Mutter von mitreisenden Kleinkindern und ihre überstandene Hirnhautentzündung von 2017 verarbeitete.

## Künstlerisches Schaffen

### Soloaktivitäten
Als Solokünstlerin nahm sie 1999 das Album Kamikazefliege auf und ließ dieses in einer Auflage von 500 Stück pressen, um sie auf Konzerten zu verkaufen. Nach dem Durchbruch von Wir sind Helden entwickelte sich diese zum Sammlerstück. Einige Lieder aus dem späteren Repertoire der Band (Außer dir, Aurélie, Popstar und Friede, Freude, Lagerfeuer) sind bereits auf Kamikazefliege enthalten.
Am 7. Februar 2014 wurde ihr Soloalbum Ein leichtes Schwert veröffentlicht, das sie im Sommer 2013 aufgenommen hatte. Die Songs dafür entwickelte sie zu Hause mit GarageBand, bevor die Demos dann im Studio mit Jörg Holdinghausen (Tele, Per Anders) am Bass und Pola Roy am Schlagzeug von Ian Davenport produziert wurden.
Im März 2017 veröffentlichte sie ihr zweites Soloalbum Ich bin das Chaos, diesmal auf ihrem eigenen Label. Die enthaltenen Songs entstanden in Zusammenarbeit mit dem färöischen Singer-Songwriter Teitur Lassen und wurden von Pola Roy produziert.
Im November 2019 trat Holofernes unterstützt von der US-amerikanischen Künstlerin Amanda Palmer der Crowdfunding-Plattform Patreon bei. Sie veröffentlicht auf diesem Wege unter anderem autobiographische Essays sowie ihren Podcast Salon Holofernes, in welchem sie verschiedene Künstler zu Gast hat.
Im Oktober 2021 veröffentlichte Holofernes mit Ich wär so gern gut den Titelsong zum Kinofilm Es ist nur eine Phase, Hase mit Christoph Maria Herbst und Christiane Paul.

### Wir sind Helden
Im Popkurs Hamburg traf Holofernes im Jahr 2000 Pola Roy und Jean-Michel Tourette und beschloss, mit ihnen eine Band zu gründen. Diese trat anfangs unter Holofernes’ Künstlernamen auf und benannte sich später um. Neben ihrer Funktion als Sängerin und Gitarristin schrieb Holofernes alle Texte für die Band. Das Songwriting teilte sie sich mit den anderen Bandmitgliedern.
2002 platzierte die Band ihre erste Single Guten Tag (die Reklamation) im Radio. Kurz darauf unterschrieb die Band beim Independent-Label-Zusammenschluss Labels. Im Laufe ihrer Bandgeschichte gewannen Wir sind Helden zahlreiche Musikpreise. Für ihre Texte wurde Holofernes der Deutsche Musikautorenpreis verliehen. Im Frühjahr 2012 gab die Band bekannt, die Zusammenarbeit für unbestimmte Zeit auf Eis zu legen.

## Medienpräsenz

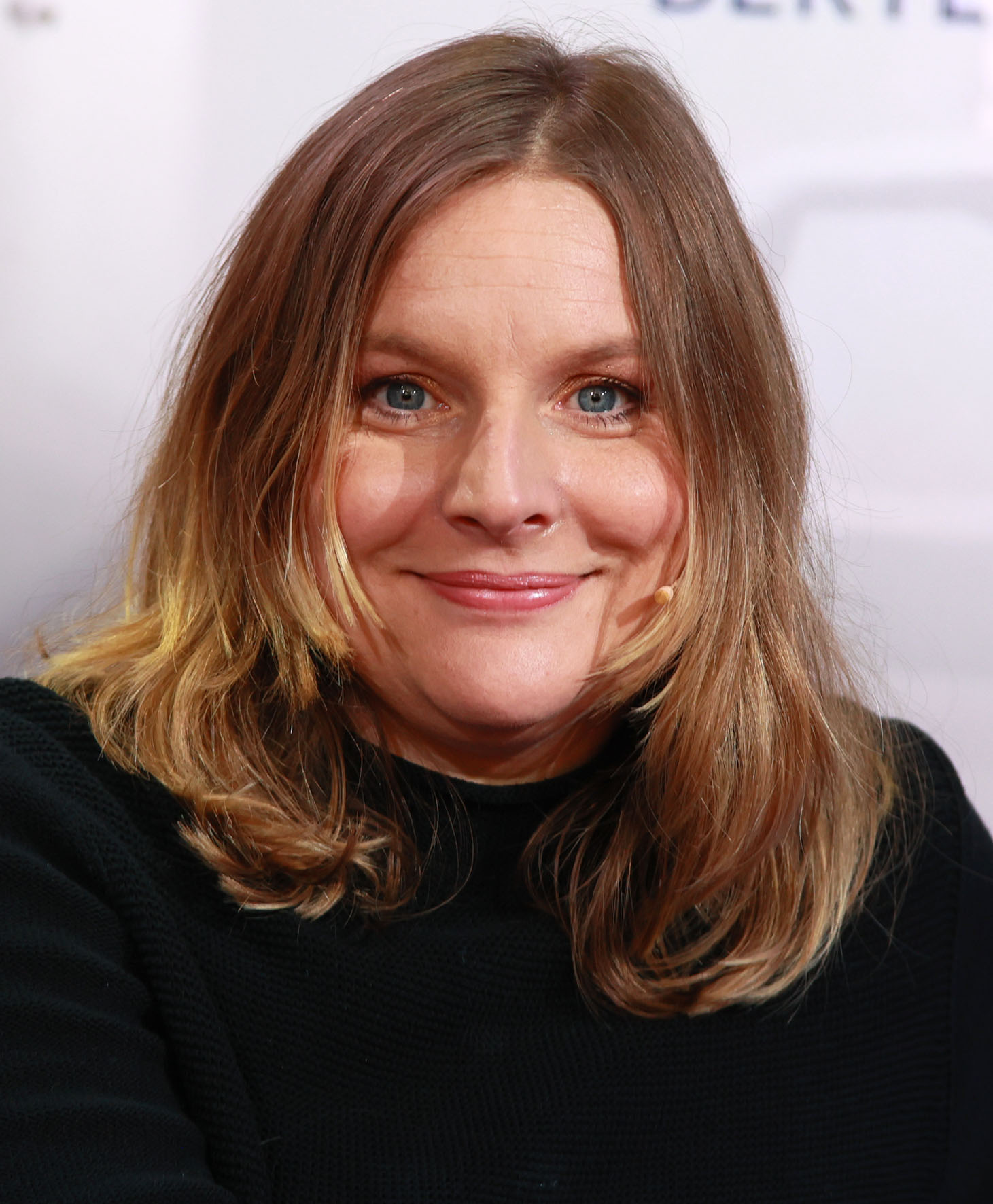
Judith Holofernes auf der Frankfurter Buchmesse (2022)

Holofernes war von 2003 an dreimal in der Harald Schmidt Show zu sehen. 2004 war sie Gast bei Zimmer frei! und 2006 trat sie in einer Episode der ZDF-Produktion Durch die Nacht mit … mit dem französischen Comic-Zeichner Lewis Trondheim auf, den sie – nach eigenem Bekunden selbst Comicsammlerin – als ihren Lieblingszeichner bezeichnet.
Ab Juli 2011 moderierte Holofernes auf dem deutsch-französischen Fernsehsender Arte die Reihe Summer of Girls. Durch ihre dezidierten gesellschaftspolitischen Statements ist Holofernes eine beliebte Interviewpartnerin für das Feuilleton, sie wird zudem oft in Talkshows eingeladen. So war sie beispielsweise im Dezember 2010 in der ZDF-Talkshow Maybrit Illner zu Gast. Dort äußerte sie sich (Sendungstitel: Regiert die Politik am Volk vorbei) u. a. zum Thema Stuttgart 21.
Im Frühjahr 2018 nahm Holofernes an der fünften Staffel der Fernsehsendung Sing meinen Song – Das Tauschkonzert teil. Im Rahmen der Sendung interpretierte sie Songs der Künstler Rea Garvey, Mary Roos, Leslie Clio und Mark Forster, sowie der Gruppen Alphaville und Revolverheld. Die Holofernes gewidmete Folge der Sendung sowie die nachfolgend ausgestrahlte Dokumentation beleuchteten insbesondere das Schaffen ihrer Band Wir sind Helden. Im November 2018 war sie Teilnehmerin in der Sendung Win Your Song und gewann gegen Mark Forster.
Nach der Geburt ihrer Kinder wehrte sie sich mehrfach gegen das Image der „multifunktionalen Supermutti“, die alles mit links stemme. Auch zu der Tatsache, dass sie mit einer lesbischen Mutter aufwuchs, nahm sie in einigen Interviews Stellung. Über ihren Blog engagierte sie sich außerdem für die Aktion „Wir sind Familie – Ehe und Familie auch für homosexuelle Paare“.

### Auseinandersetzung mit der Bildzeitung
Im Februar 2011 setzte sich Holofernes in einem öffentlichen Brief mit einer Anfrage der Werbeagentur Jung von Matt für Bild auseinander, den sie mit dem Satz: „Ich glaube, es hackt“ einführt. Darin beantwortet sie in kritischer Form das Ansinnen der Agentur, sie und die Band Wir sind Helden als Protagonisten für die Neuauflage einer bekannten Werbekampagne für das Boulevardblatt zu gewinnen. Diverse Medienseiten und Blogs berichteten über den Brief. Durch die Vielzahl der Zugriffe war die Internetpräsenz der Band danach zeitweise nicht mehr erreichbar. Bild ließ den Brief ohne Genehmigung als bezahlte Anzeige in der taz abdrucken und bedankte sich für die „ehrliche und unentgeltliche Meinung.“
Für die ungenehmigte Verwendung ihres Schreibens als Werbeanzeige erhielt die Agentur im Jahr darauf den Bronzenagel des ADC (Preis der deutschsprachigen Kreativbranche: Art Directors Club für Deutschland e. V.). In ihrem Blog bedankte Holofernes sich 2012 bei dem Satiremagazin Titanic, das über diese erneute Wendung des Streits satirisch berichtete.

### Gastbeiträge
Holofernes’ Stimme ist bei dem Stück X auf dem ersten Supporters Album der Einstürzenden Neubauten (2003) zu hören. Als Hintergrundsängerin sang sie 2004 in zwei Liedern der deutschen Band Tele. Im gleichen Jahr war sie auch an dem Lied Wir rühren uns nicht vom Fleck von den Sternen beteiligt. Auf dem Album Warten auf den Bumerang von Olli Schulz und der Hund Marie steuerte sie 2006 den Hintergrundgesang des Liedes Armer Vater bei. 2007 war der Tele-Sänger Francesco Wilking mit dem Duett Für nichts garantieren auf dem Album Soundso von Wir sind Helden zu finden. 2007 nahm sie außerdem mit dem schwedischen Sänger Moneybrother Magic Moments für dessen Album Mount Pleasure auf.
2012 war sie als Gast der Gruppe Die Höchste Eisenbahn beim Lied Die Vergangenheit zu hören. Die von ihr gesungene Strophe stammt aus ihrer Feder. Im selben Jahr schrieb sie gemeinsam mit Maxim den Song Meine Soldaten, der im Jahr darauf Platz 18 der deutschen Charts erreichte. Maxim und Judith haben den Song in einer Wohnzimmerversion zusammen aufgenommen. Auch lieh sie 2012 im 11. Band des Ritter Rost Kinder-Musicals ihre Stimme einer Zauberfee. Holofernes und die Band Erdmöbel nahmen 2017 den Song Hoffnungsmaschine auf und veröffentlichten ein dazugehöriges Musikvideo.

## Diskografie
Studioalben

| Jahr | Titel Musiklabel                       | Höchstplatzierung, Gesamtwochen, AuszeichnungChartplatzierungen (Jahr, Titel, Musiklabel, Platzierungen, Wochen, Auszeichnungen, Anmerkungen) | Höchstplatzierung, Gesamtwochen, AuszeichnungChartplatzierungen (Jahr, Titel, Musiklabel, Platzierungen, Wochen, Auszeichnungen, Anmerkungen) | Höchstplatzierung, Gesamtwochen, AuszeichnungChartplatzierungen (Jahr, Titel, Musiklabel, Platzierungen, Wochen, Auszeichnungen, Anmerkungen) | Anmerkungen                           |
| Jahr | Titel Musiklabel                       | DE | AT | CH | Anmerkungen                           |
| ---- | -------------------------------------- | --- | --- | --- | ------------------------------------- |
| 1999 | Kamikazefliege Eigenvertrieb           | — | — | — | Erstveröffentlichung: 1999            |
| 2014 | Ein leichtes Schwert Four Music (Sony) | DE7 (6 Wo.)DE | AT9 (4 Wo.)AT | CH87 (1 Wo.)CH | Erstveröffentlichung: 7. Februar 2014 |
| 2017 | Ich bin das Chaos Därängdängdäng (WMG) | DE13 (2 Wo.)DE | AT26 (1 Wo.)AT | — | Erstveröffentlichung: 17. März 2017   |

## Publikationen
- Du bellst vor dem falschen Baum. Satirische Gedichte, Tropen Verlag, Stuttgart 2015, ISBN 978-3-608-50152-0.
- Die Träume anderer Leute. Kiepenheuer & Witsch, Köln 2022, ISBN 978-3-462-00367-3.

## Auszeichnungen
- 2009: Deutscher Musikautorenpreis
- 2023: Fred-Jay-Preis